# 国連待機制度
国連待機制度（こくれんたいきせいど、英: United Nations Standby Arrangements System）は、国連平和維持活動（PKO）の機動性を高めるため、国連の加盟国が予め必要な情報を通報し、これに基づき派遣時に国連が各国に協力を要請する事前派遣登録制度である。国連治安維持活動局により提唱され、1994年から運用が開始されている。略称はUNSAS（アンサス）。
この制度の登録国は、実際の個別の派遣については、国連の要請を断ることができ、2009年7月時点で88カ国が本制度に参加しており、 日本は平成21年7月1日に登録した。

## 概要
国連待機制度（UNSAS）では、国連加盟国側が一定期間内に提供可能な要員の種類、規模等の必要情報を国連に対し予め報告し、その情報に基づいて国連側が各国に協力を要請する。協力に基づいて登録された要員は、国連が定めたガイドラインに従って訓練され、国連の指揮下になる。要請に応じた加盟国の協力のレベル（参加レベル）は各加盟国の意思に委ねられるため、原則として、加盟国には協力の約束を遵守する義務はない。このため、加盟国による要員拠出が実行されるのは稀で、2005年以降この制度の登録国が増えたという記録は見られない。1994年の稼働開始以後、国連待機制度（UNSAS）は、別途設立された国連緊急即応待機旅団（SHIRBRIG）と連動して、アフリカを中心に各地でのPKOに運用されている。

## 参加
国連待機制度（UNSAS）には、2種類の参加レベルが想定されている。
1. 参加レベル
2. 早期展開レベル（Rapid Deployment Level: RDL）

### 参加レベル
派遣に際して180日までの派遣が求められるレベル。
- レベル1：提供可能な要員の種類、数に関するリストの提出（23カ国）
- レベル2：運用や後方の要員の種類、数等に関する詳細な計画資料の提出（10カ国）
- レベル3：国連との派遣に関する了解覚書（MOU）の交換（50カ国）

### 早期展開レベル
派遣に際して、派遣時間の短縮や所定期間内の展開を保証するレベル。登録国には以下の能力が求められる。
- 統合的な計画作成を行う能力
- 安保理決議採択後30日以内又は90日以内に展開する能力
- ミッションごとに求められる特定の部隊及び特定の任務を実行する能力

## 実績
国連待機制度（UNSAS）とは別個に設立された国連緊急即応待機旅団（SHIRBRIG）は、UNSASの制度を運用して国連安保理が設置した以下の平和維持活動（PKO）に参加している。
| No. | 年度   | 対象国           | ミッション名                              | 略称   |
| --- | ------ | ---------------- | ----------------------------------------- | ------ |
| 1.  | 2000年 | エリトリア       | 国連エチオピア・エリトリア・ミッション    | UNMEE  |
| 2.  | 2003年 | リベリア         | 国連リベリア・ミッション                  | UNMIL  |
| 3.  | 2004年 | コートジボワール | 国連コートジボワール活動                  | UNOCI  |
| 4.  | 2004年 | スーダン         | 国連スーダン先遣ミッション（UNMISが後継） | UNAMIS |
| 5.  | 2005年 | スーダン         | 国連スーダンミッション                    | UNMIS  |

## 参加国
2009年7月以降、計88カ国が登録している。UNSASの登録国（アルファベット順）は次のとおり。（カッコ内は参加レベル）

### 登録国（83）
1. アルゼンチン（3）
2. アルメニア（3）
3. オーストラリア（2）
4. オーストリア（3）
5. バングラデシュ（3）
6. ベラルーシ（3）
7. ベルギー（2）
8. ベナン（3）
9. ボリビア（3）
10. ブラジル（2
11. ブルガリア（2）
12. ブルキナファソ（1）
13. カンボジア（3）
14. カナダ（3）
15. チャド（3）
16. チリ（3）
17. 中国（1）
18. コンゴ民主共和国（1）
19. クロアチア（3）
20. チェコ（3）
21. デンマーク（3）

22.  ドミニカ共和国（1）

23.  エクアドル（3）

24.  エジプト（1）

25.  エルサルバドル（3）

26.  エストニア（1）

27.  フィンランド（3）

28.  フランス（3）

29.  ガンビア（1）

30.  ドイツ（3）

31.  ガーナ（3）

32.  ギリシャ（2）

33.  グアテマラ（3）

34.  ハンガリー（1）

35.  インド（2）

36.  アイルランド（3）

37.  イタリア（3）

38.  日本（1）

39.  ヨルダン（3）

40.  カザフスタン（3）

41.  ケニア（1）

42.  韓国（1）

43.  キルギス（3）

44.  ラトビア（1）

45.  リトアニア（3）

46.  マラウイ（3）

47.  マレーシア（3）

48.  マリ（1）

49.  モルドバ（2）

50.  モンゴル（3）

51.  ミャンマー（1）

52.  ナミビア（1）

53.  ネパール（3）

54.  オランダ（3）

55.  ニュージーランド（3）

56.  ニジェール（1）

57.  ナイジェリア（3）

58.  ノルウェー（1）

59.  パキスタン（3）

60.  パラグアイ（3）

61.  ペルー（3）

62.  ポーランド（3）

63.  ポルトガル（2）

64.  ルーマニア（3）

65.  ロシア（3）

66.  セネガル（1）

67.  シンガポール（3）

68.  スロバキア（1）

69.  スペイン（3）

70.  スリランカ（1）

71.  スウェーデン（1）

72.  シリア（2）

73.  タンザニア（2）

74.  タイ（1）

75.  チュニジア（3）

76.  トルコ（3）

77.  ウガンダ（3）

78.  ウクライナ（3）

79.  イギリス（3）

80.  アメリカ合衆国（1）

81.  ウルグアイ（3）

82.  ウズベキスタン（1）

83.  ザンビア（3）

84.  ジンバブエ（3）